# آیدا باباجانیان
آیدا باباجانیان (ارمنی: Աիդա Արշալույսի Բաբաջանյան، زاده ۲۲ دسامبر ۱۹۵۸) یک بازیگر اهل ارمنستان است. وی از سال ۱۹۹۸ تا کنون مشغول فعالیت بوده‌است.

## فیلمشناسی
| سال  | عنوان                | نقش | توضیحات |
| ---- | -------------------- | --- | ------- |
| ۲۰۰۷ | Psikhopat            | —   |         |
| ۲۰۰۷ | "بازگشت پسر نامشروع" | —   |         |

| سال        | عنوان             | نقش | توضیحات             |
| ---------- | ----------------- | --- | ------------------- |
| ۲۰۰۸       | خوشبختی ناخوشایند | —   | نقش اصلی            |
| ۲۰۰۸–۲۰۰۹  | وروگایت ۱         | —   | نقش فرعی            |
| ۲۰۰۹–۲۰۱۰  | وروگایت ۲         | —   | نقش فرعی            |
| ۲۰۱۰       | بالماسکه          | —   | نقش فرعی            |
| ۲۰۱۰–۲۰۱۲  | زندگی سخت         | —   | نقش اصلی            |
| ۲۰۱۳–۲۰۱۵  | دشمن خودی         | —   | نقش اصلی (۵۰۴ قسمت) |
| ۲۰۱۵–اکنون | رهبران            | —   | نقش اصلی            |